# 하비 마르케스
하비에르 "하비" 마르케스 모레노(Javier "Javi" Márquez Moreno, 1986년 5월 11일~ )는 스페인의 전 축구 선수이다. 현역 시절 포지션은 미드필더였으며 그는 2005년 'RCD 에스파뇰' 입단으로 데뷔하였다.